# 中間毛頜鮟鱇
中間毛頜鮟鱇為輻鰭魚綱鮟鱇目棘茄魚亞目奇鮟鱇科的其中一種，為深海魚類，分布於西大西洋及東南太平洋海域，棲息深度0-1265公尺，體長可達12.6公分，生活習性不明，不具任何經濟價值。